# Sanssouci

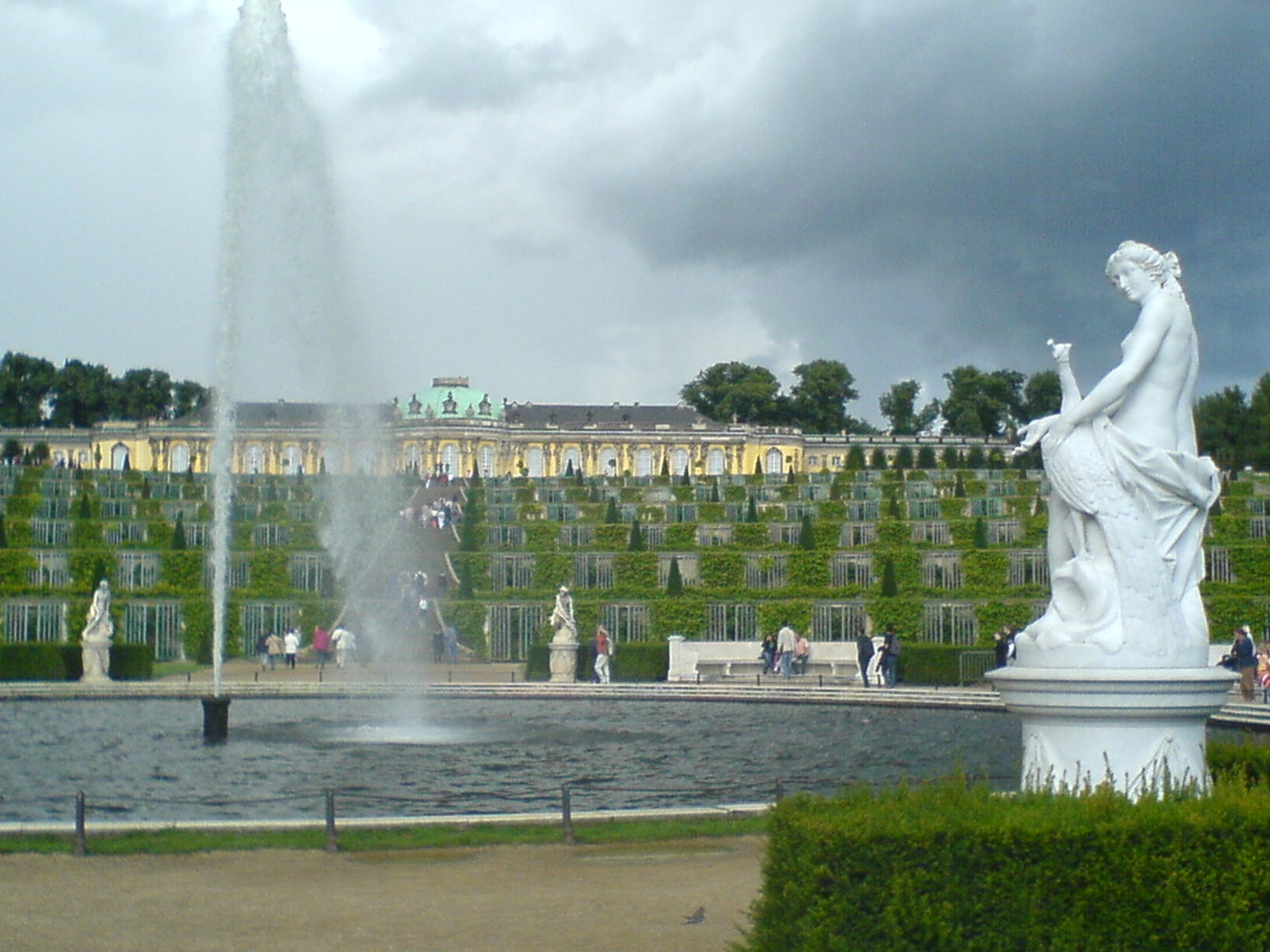
Sanssouci

Palatul Sanssouci (din franceză sans souci = fără griji) se află în partea estică a parcului omonim și este unul dintre cele mai renumite castele construite de Hohenzollerni în Potsdam, capitala landului Brandenburg.
Palatul a fost construit la ordinul lui Frederic al II-lea al Prusiei. Arhitectura clădirii este în stil Rococo.

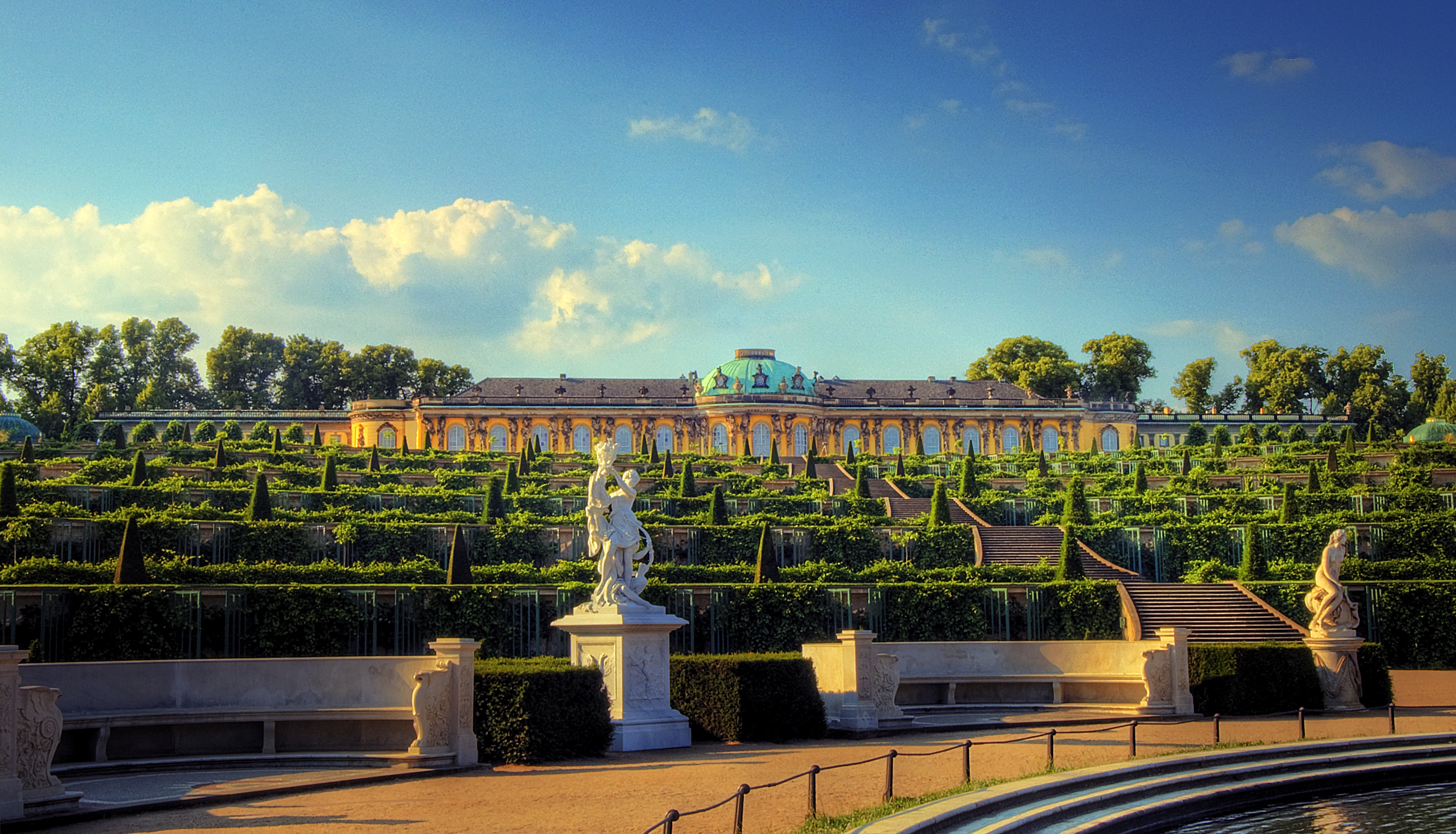
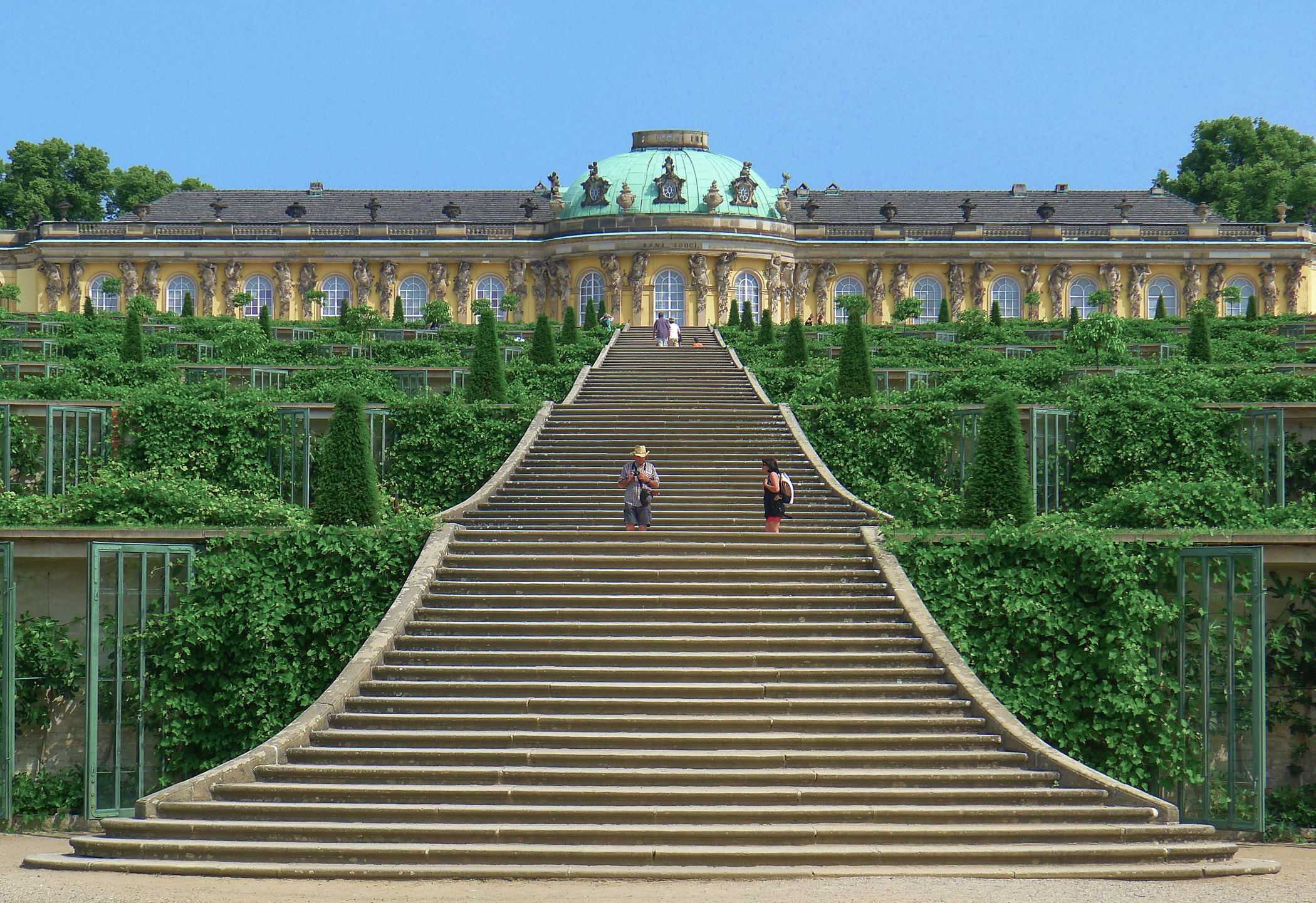
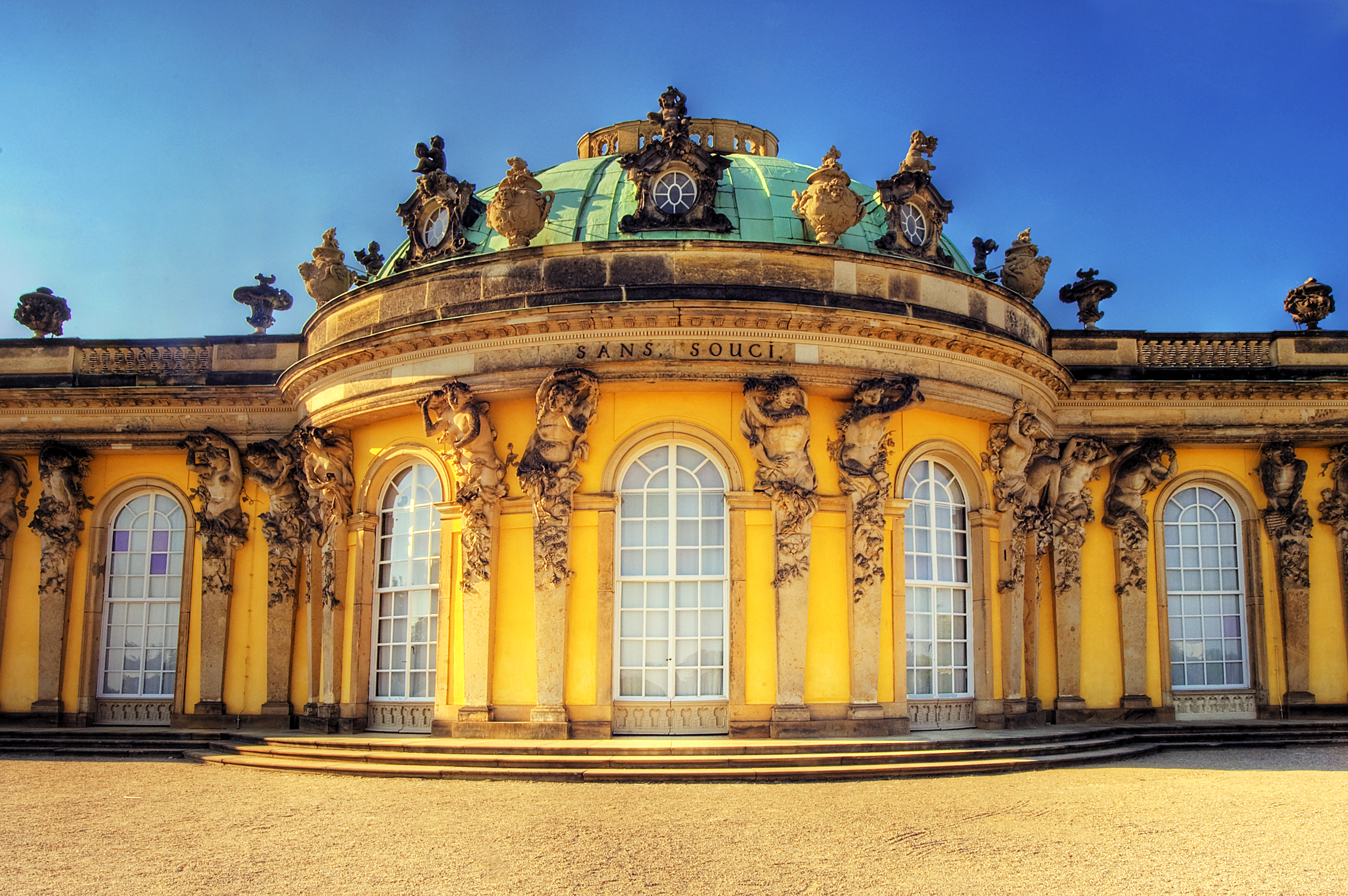
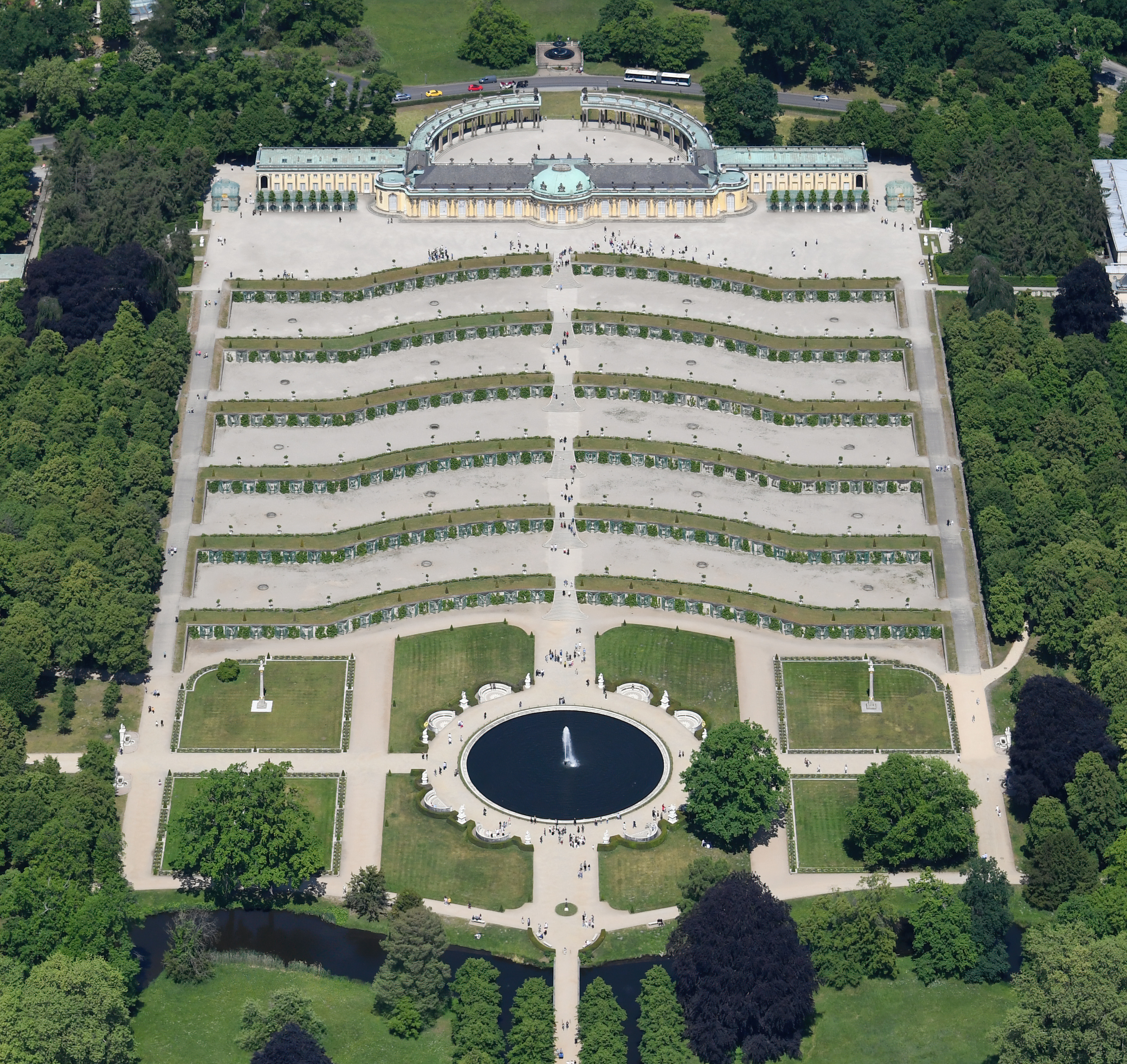